# Estimo
Con estimo si indica la disciplina che ha la finalità di fornire gli strumenti teorici e metodologici per la valutazione dei beni per i quali non esiste un apprezzamento univoco.
La dottrina estimativa ha subìto una profonda evoluzione negli ultimi tre lustri sulla base delle profonde innovazioni registratesi a livello scientifico e normativo sia a livello internazionale e nazionale pur rimanendo ferma l'impostazione classica della dottrina.
Sostanzialmente è oggi ancora valida la definizione del Medici  per il quale "Il carattere fondamentale dell'estimo è quello di insegnare ad esprimere giudizi circa la somma di moneta che si può attribuire, per soddisfare date esigenze pratiche, ad un qualsiasi bene economico oggetto di stima".

## Storia
L’estimo nasce, storicamente, in funzione della riscossione dei tributi, con lo scopo di descrivere e stimare il valore dei beni dei cittadini ai fini fiscali. Un primo cambiamento, che darà il via ad una scuola estimativa italiana, si ha nel 1569 quando l’agrimensore Nicolò Festasio pubblica il Tractatus de aestimo et collectis, cui faranno seguito numerose opere di altri autori. La svolta verso l'estimo moderno si ha però nel XVIII secolo, a seguito della grande trasformazione sociale che attraversa l’Italia e l’Europa, con la nascita di un’amministrazione fiscale moderna. Questa situazione fa nascere la necessità di periti capaci di stimare i beni immobili con procedure razionali e controllabili, sottraendole al diffuso empirismo. A questa esigenza risponde Cosimo Trinci, un agronomo pistoiese, con Il Trattato delle stime de’ beni stabili stampato a Firenze nel 1755, dove sono evidenziati i pilastri di quello che sarà lo sviluppo successivo.
Nel 1800 la dottrina si evolve grazie ai contributi di Giuseppe Borio con il suo Primi elementi di economia de fondi rustici ad uso principalmente de periti e degli amministratori e Giulio Fettarappa con Principi di economia applicati alle stime e conteggi ad esse relativi e di altri studiosi che danno vita alla cosiddetta Scuola piemontese, coltivando l’obiettivo di rendere l'estimo una scienza, superando con un metodo razionale l’approccio empirico fino allora dominante.
Con il secolo XIX la dottrina tocca il suo massimo sviluppo soprattutto nelle facoltà di agraria, che diventano così la culla della nuova scuola estimativa, grazie a studiosi come Serpieri, Tassinari, Famularo e Medici e, in una seconda fase, Di Cocco, Malacarne, Marenghi, Brizi, Michieli e Forte.
In epoca moderna la dottrina estimativa, in particolare l'estimo civile, oltre che nelle facoltà di Agraria (dove di fatto si è sviluppato), è divenuto disciplina caratterizzante dei corsi di studi di Architettura ed Ingegneria, anche al fine della valutazione della fattibilità dei progetti di opere private e pubbliche, comprendente la verifica ex ante della fattibilità economica e della sostenibilità finanziaria del progetto, parte dello studio di fattibilità, così come previsto dal Codice dei contratti pubblici di cui al Decreto legislativo 18 aprile 2016, n. 50, e successive modifiche ed integrazioni apportate dal Decreto legislativo 31 marzo 2023, n. 36.

## Descrizione
Estimo come scienza del metodo
Il metodo estimativo è la procedura diretta a determinare il valore dei beni in funzione delle finalità per cui è richiesta la stima; si fonda su elementi razionali ed ha carattere scientifico. Il valutatore per svolgere al meglio la sua professione, deve identificare ed analizzare le caratteristiche del bene da valutare e del mercato di riferimento nonché deve avere una perfetta conoscenza dei principi generali dell’estimo e delle metodiche estimatiche funzionali alla determinazione del valore in maniera oggettiva e replicabile da terzi valutatori.
Il prof Carlo Forte ne individua così i principi:
- il valore dipende dallo scopo della stima;
- la previsione è il carattere immanente del giudizio di stima;
- il prezzo è il fondamento del giudizio di stima;
- il metodo estimativo è unico, ed è basato esclusivamente sulla comparazione;
- il giudizio di stima è oggettivo, è generalmente valido e formulato sulla base della teoria dell’ordinarietà.
Per il Forte l'Estimo costituisce quella parte della scienza economica definibile come l’insieme dei principi logici e metodologici che regolano e, quindi, consentono la motivata, oggettiva e generalmente valida formulazione del giudizio di stima del valore dei beni economici, espresso in moneta
L'estimo in sintesi è:
- formulazione sistematica di principi e di prassi metodologica;
- sistema organico di cognizione scaturito da un’indagine, scientificamente condotta, sviluppata nel giudizio di valore, volta a conoscere le caratteristiche del giudizio stesso ed il metodo per formularlo;
- ha una verità da ricercare: il metodo di stima;
- ha un campo specifico d’indagine: il giudizio di valore e la misura del valore
- ha un fine: l’Estimo serve per scopi pratici;
- poiché il metodo è Logica: l’Estimo è Logica applicata alla formulazione del giudizio di valore;
Estimo immobiliare
L’estimo immobiliare  è quella parte della scienza economica che insegna a pronunciare giudizi di valore relativi ai beni immobili. Ovviamente la diversa tipologia dei beni da stimare e lo scopo per il quale la stessa viene compiuta determinano approcci e metodi diversi di valore per determinati scopi pratici.
I postulati estimativi
I postulati estimativi sono proposizioni non dimostrate, ma che si presuppongono vere in quanto dimostrate dai fatti, in base all’evidenza reale, alla conoscenza, all’esperienza e al senso comune; essi costituiscono il presupposto fondamentale sul quale si basa il giudizio estimativo e con i quali non si può mai essere in contraddizione. Schematicamente sono rappresentati da:
Postulato del prezzo
Il prezzo deve identificarsi quale fondamento del giudizio di stima.
Postulato della previsione
La previsione è carattere immanente del giudizio di stima.
Postulato dello scopo
Il valore dipende dallo scopo della stima.
Postulato dell’ordinarietà
Il giudizio di stima per essere oggettivo e generalmente valido deve essere formulato sulla base della teoria dell’ordinarietà.
Postulato della comparazione
Il metodo estimativo è unico, essendo basato esclusivamente sulla comparazione.
I criteri estimativi
I criteri di stima sono le regole fondamentali per la ricerca del valore; le basi del valore sono riconducibili a:
- valore di mercato
- valore di costo
- valore di surrogazione
- valore di trasformazione
- valore complementare
- valore equo (fair value)
Esistono poi altri principi previsti dagli stantdard internazionali e richiamati nel Codice delle Valutazioni Immobiliari e nelle allegate Linee Guida per la valutazione degli immobili a garanzia delle esposizioni creditizie, indicano altri criteri del Valore, diversi da quello di mercato:
- valore di credito ipotecario (valore cauzionale)
- valore assicurabile
- valore di vendita forzata
- valore di realizzo
- valore di locazione
Dottrina estimativa nel Codice delle Valutazioni Immobiliari | 2018
La struttura della dottrina estimativa, come rappresentanta nel Codice delle Valutazioni Immobiliari | Italian Property Valuation Standard definisce, tra l'altro:
- Principi: Principio del prezzo; Principio della previsione, Principio dello scopo; Principio dell'ordinarietà; Principio della comparazione.
- Procedimenti di stima:  Metodo del confronto di mercato (Market comparison approach o Marchet approach); Metodo finanziario (Income approach); Metodo del costo (Cost approach).
- Basi del valore o aspetti economici dei beni immobiliari, tra questi:
  - Valore di mercato;
  - Valore di costo;
  - Valore di trasformazione;
  - Valore complementare;
  - Valore di sostituzione;
  - Valore assicurabile
  - Valore di credito ipotecario
  - Fair value (Valore equo)
  - Valore di uso
  - Valore di realizzo
  - Valore di liquidazione o vendita forzata
  - Valore di investimento
  - Valore speciale
  - Valore di speranza (Hope value)

A livello europeo il concetto di Valore di mercato è definito dal Regolamento 2013/575/UE: «Per valore di mercato si intende l'importo stimato al quale l'immobile verrebbe venduto alla data della valutazione in un'operazione svolta tra un venditore e un acquirente consenzienti alle normali condizioni di mercato dopo un'adeguata promozione commerciale, nell'ambito della quale entrambe le parti hanno agito con cognizione di causa, con prudenza e senza costrizioni.»

### Suddivisione dell'estimo
La dottrina estimativa è articolata in:
- Estimo generale, che si occupa di concetti e procedimenti applicabili a tutte le categorie e situazioni;
- Estimo speciale, che riguarda categorie specifiche di beni e può essere diviso in:
  - Estimo civile, che valuta fabbricati e aree fabbricabili;
  - Estimo rurale, che riguarda aziende agrarie e quanto connesso: terreni, fabbricati rurali, scorte, miglioramenti fondari.
  - Estimo forestale, che riguarda i boschi e il legname in essi presente.
  - Estimo commerciale e industriale, che si occupa di aziende commerciali e industriali
- Estimo legale, nel quale la stima è vincolata da precise norme di legge come nel caso di espropri, successioni o servitù.
- Estimo catastale, concernente il Catasto e il suo aggiornamento.

Inoltre, è possibile suddividere la dottrina estimativa in estimo e valutazione.
Le stime ambientali fanno parte della valutazione. Infatti, ai fini della tutela dell'ambiente, il valutatore deve provvedere alla valutazione dei beni ambientali, nonché alla valutazione dei danni prodotti da un progetto sull'ambiente (Valutazione d'Impatto Ambientale, VIA). L'estimo ambientale fornisce al valutatore gli strumenti per formulare specifici giudizi di valore o di convenienza.

### Procedimenti di stima
Diversi sono i metodi per la ricerca del Valore del bene oggetto di stima. Il medesimo bene, in base alla finalità della stima e alla base di valore adottata, può assumere anche valori diversi. Il prezzo di mercato è il risultato dell'incontro della domanda e dell'offerta (prezzo di equilibrio).
I procedimenti di stima previsti dal Codice delle Valutazioni Immobiliari e dai principi indicati negli standard valutativi internazionali, sono costituiti dal:
- Procedimento di stima per capitalizzazione del reddito (Income approach) incentrato sulla analisi dei benefici monetari generati da un immobile e la possibilità di convertire questi benefici nel valore di mercato con un moltiplicatore o con un saggio di sconto (per esempio un canone di locazione, un reddito agrario, ecc.). Il reddito del bene da stimare - depurato dalle spese, dagli oneri fiscali, dalle quote di reintegrazione, manutenzione, ecc. - viene attualizzato o "scontato all'attualità" mediante l'impiego di un opportuno "saggio di capitalizzazione" denominato in genere "r". Es.: Reddito netto di un appartamento locato = "Rn"; saggio di capitalizzazione = 4% o 0,04. Il valore dell'appartamento sarà Rn/0,04.
- Medodo del confronto di mercato;  qualsiasi stima si basa sempre su una comparazione, diretta o indiretta, reale o simulata, tra il bene oggetto di stima e altri simili e richiede una corretta rilevazione dei prezzi e delle caratteristiche dei beni che fanno parte dello stesso segmento cui appartiene l’immobile da valutare, oggetto di recenti compravendite da utilizzare per il confronto dopo un’attenta verifica. I procedimenti utilizzabili sono il Market Comparison Approach), utilizzando i dati immobiliari di transazioni recenti (i comparables), corretti tramite i prezzi marginali, come previsto dal capitolo 9 del Codice delle Valutazioni Immobiliari | Italian Property Valuation Standard. Ai fini della rilevazione dei dati in maniera appropriata si veda anche il capitolo 6 del Codice (vedasi anche la voce: valutazione immobiliare). Altri procedimenti basati sul confronto di mercato sono la stima monoparametrica (il valore è funzione di un solo parametro), pluriparametrica (ad es. stima per punti di merito).
- Metodo del costo (Cost approach): che consente la determinazione del valore di mercato di un immobile attraverso la somma del valore di mercato dl suolo edificato e del valore del fabbricato. Il valore del fabbricato può essere stimato in base al costo di costruzione, eventualmente deprezzato tenuto conto delle condizioni di vetustà. Per cui per un fabbricato si calcola l'area edificabile ed il costo per costruire la casa oggi, e si detrae il deprezzamento d'invecchiamento; in un terreno coltivato si calcola il costo del terreno nudo, il costo degli alberi e dell'impianto, e la coltivazione fino a quel momento e si detrae la vendita del prodotto annuo.

### Applicazione dei procedimenti
In estrema sintesi i criteri fondamentali sono schematizzati di seguito:

#### Per capitalizzazione
- per fabbricati, case di abitazioni, case per negozi

hanno un reddito netto annuo derivante dall'equazione:
{\displaystyle R_{a}={\text{Affitto lordo}}-{\text{Spese}}}
il valore ci è dato da
{\displaystyle V_{i}=R_{a}/r}
dove {\displaystyle r} è il tasso d'interesse d'investimento nel settore edilizio.
- per Aziende agricole ed industriali

hanno un reddito annuo derivante dall'equazione:
{\displaystyle R_{a}={\text{Produzione lorda vendibile}}-{\text{Costo di produzione}}}
Il valore ci è dato da
{\displaystyle V_{i}=R_{a}/r}
dove {\displaystyle r} è il saggio d'interesse d'investimento nelle industrie oggetto di stima.

#### Per costo di impianto
- per fabbricati

è il costo di costruzione della casa sommato agli oneri per la compera del terreno edificabile ed il tornaconto del costruttore stimabile al saggio d'interesse d'investimento r nel settore immobiliare moltiplicato il detto costo;
- per Aziende Agricole ed industriali

è il costo dell'impianto dell'industria sommato all'utile dell'imprenditore che ha costituito l'azienda, pari ad r (tasso d'investimento nel settore) moltiplicato il costo.

#### Per valore sintetico-comparativo
- nei fabbricati: applicazione del market approach (o market comparison approach)[6]
- nelle industrie: il valore azionario+potenzialità espansiva degli utili industriali.